# Pronyssifaormia
Pronyssiformia excoffieri es una especie de coleóptero adéfago de la familia Carabidae. Es el único miembro del género monotípico Pronyssifaormia.